# 게리 콜먼
게리 웨인 콜먼(영어: Gary Wayne Coleman, 1968년 2월 8일 ~ 2010년 5월 28일)은 미국의 배우이다. 《신나는 개구쟁이》(1978-86)의 아널드 잭슨 역으로 잘 알려졌다. 1980년대 텔레비전 방송계에서 가장 유망한 스타들 가운데 한 명으로 지목 받았다.
아역 배우로 성공한 이후 콜먼은 금전 문제로 발버둥치게 되었다. 1989년 그의 재산 남용과 관련하여 입양 부모와 사업 충고자를 고소하여 승소하였다.
2010년 5월 28일, 콜먼은 42세의 나이로 경막외 출혈로 사망하였다.

## 출연 작품

### 텔레비전
- 신나는 개구쟁이 (1978-86)
- 아빠는 멋쟁이 (1982)
- 못말리는 번디 가족 (1994-96)
- 더 프레시 프린스 오브 벨 에어 (1996)
- 심슨 가족 (1999-2001) - 목소리
- 마이 와이프 앤 키즈 (2001) - 본인 역
- 드레이크와 조쉬 (2004) - 본인 역
- 로봇 치킨 (2010) - 목소리

### 영화
- S.F.W. (1994)
- Fox Hunt (1996)

### 비디오 게임
- 포스탈 2 (2003) - 음성과 모션 캡처를 통해 자신의 가공 버전을 묘사하였다

### 뮤직 비디오
- 엔싱크 - Merry Christmas, Happy Holidays (1998)
- 키드 록 - Cowboy (1999)
- 모비 - We Are All Made of Stars (2002)
- 존 시나 - You Can't See Me (2005)